# Germán Pomares

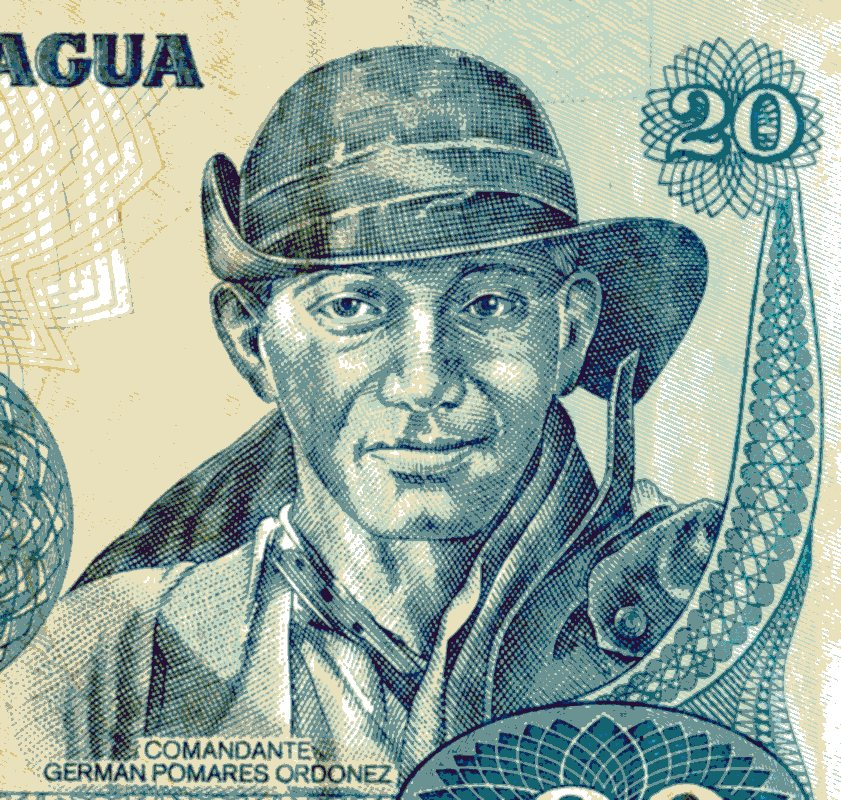
Ausschnitt 20 Córdoba Banknote Nicaragua 1985: Comandante Germán Pomares Ordonez

Germán Pomares Ordóñez (* 17. August 1937 in El Viejo, Departamento Chinandega; † 24. Mai 1979 in Jinotega), Kampfname El Danto (Spanisch: Der Tapir), war ein nicaraguanischer Revolutionär und Mitbegründer des Nationalen Direktoriums der Frente Sandinista de Liberación Nacional. Er fiel im Verlauf von Kampfhandlungen während der nicaraguanischen Revolution. 1981 wurde er zum Nationalhelden (Héroe Nacional) Nicaraguas erklärt und erhielt posthum von der Frente Sandinista den Dienstgrad Comandante Guerrillero sowie vom Sandinistischen Volksheer den Grad Comandante de Brigada verliehen.

## Leben
Seine Eltern waren Ángel Ordóñez Picado und Celia Marcela Pomares; Germán war das älteste von vier Kindern. Die Familie engagierte sich als Anhängerin der Konservativen Partei frühzeitig im Kampf gegen die Diktatur von Anastasio Somoza García. 1959 nahm Pomares Kontakt zu politischen Gruppierungen auf, die aktiv gegen die Somoza-Diktatur kämpften. 1960 trat er in die Juventud Patriótica Nicaragüense (JPN = Nicaraguanische patriotische Jugend) ein, 1961 in die Movimiento Nueva Nicaragua (MNN = Bewegung Neues Nicaragua), einem Vorläufer der FSLN. 
Am 24. Juli 1961 traf Pomares in Kuba ein, wo er eine militärische Ausbildung erhielt, und kehrte im Februar 1962 nach Nicaragua zurück. Am 15. Juli des Jahres wurde er von der Guardia Nacional de Nicaragua in seinem Geburtsort verhaftet. Nach der Entlassung reiste er nach Honduras in die Region um den Río Patuca, wo sich eine Guerillakolonne auf Angriffe in Nicaragua vorbereitete. Am 23. Juli 1963 nahm er an der Einnahme der Ortschaften Raití und Walaquistán teil. 
Aufgrund seiner organisatorischen Fähigkeiten traf er am 16. April 1967 im Guerillastützpunkt in Pancasán, Departamento Matagalpa ein, wo er Vorratsspeicher anlegte und dabei seine militärischen Fähigkeiten erweiterte. Von Ende 1967 bis 1969 führte er Waffen und Kämpfer an die Südfront über, wobei er am 18. April 1969 nach einer Schießerei verletzt und dann verhaftet wurde.
Nach seiner Entlassung nahm er am 23. Dezember 1969 am Überfall des Kommandos "Julio Buitrago" auf das Gefängnis Alajuela/Costa Rica teil, wo Carlos Fonseca inhaftiert war. Im April 1970 wurde er in Managua erneut festgenommen und inhaftiert. Am 27. Dezember 1974 nahm er mit dem Kommando "Juan José Quezada" am Überfall auf das Haus von José María Castillo Quant teil, wo durch die Geiselnahme prominenter Politiker politische Gefangene freigepresst wurden. Im Juni 1976 zog er sich mit anderen Guerilleros nach Costa Rica zurück. 
Im Oktober 1977 führte er eine Guerillakolonne gegen Stützpunkte der Nationalgarde in Mozonte, San Fernando und Santa Clara sowie gegen Haziendas im Departamento Nueva Segovia. Am 14. März 1978 wurde er in Honduras verhaftet und nach Panama ausgewiesen, wo er 1979 zum Führer der Frente Norte Carlos Fonseca Amador ernannt wurde. 
Am 26. März 1979 leitete er die Einnahme der Ortschaft El Jícaro in Nueva Segovia, womit die so genannte Endoffensive der Revolution eingeleitet wurde. Am 19. Mai führte er eine gut 300 Mann Personen starke Guerillakolonne gegen Jinotega an. Am 22. Mai wurde er auf der Anhöhe La Cruz nach offizieller Darstellung durch eine verirrte Kugel getroffen und schwer verwundet; am 24. Mai verstarb er an den Folgen. Für die FSLN war der Tod Pomares ein schwerer Verlust, da er als das militärisch erfahrenste Mitglied des Direktoriums galt. Sein Leichnam wurde in einem Mausoleum im Zentralpark seines Geburtsortes El Viejo beigesetzt.

## Ehrungen

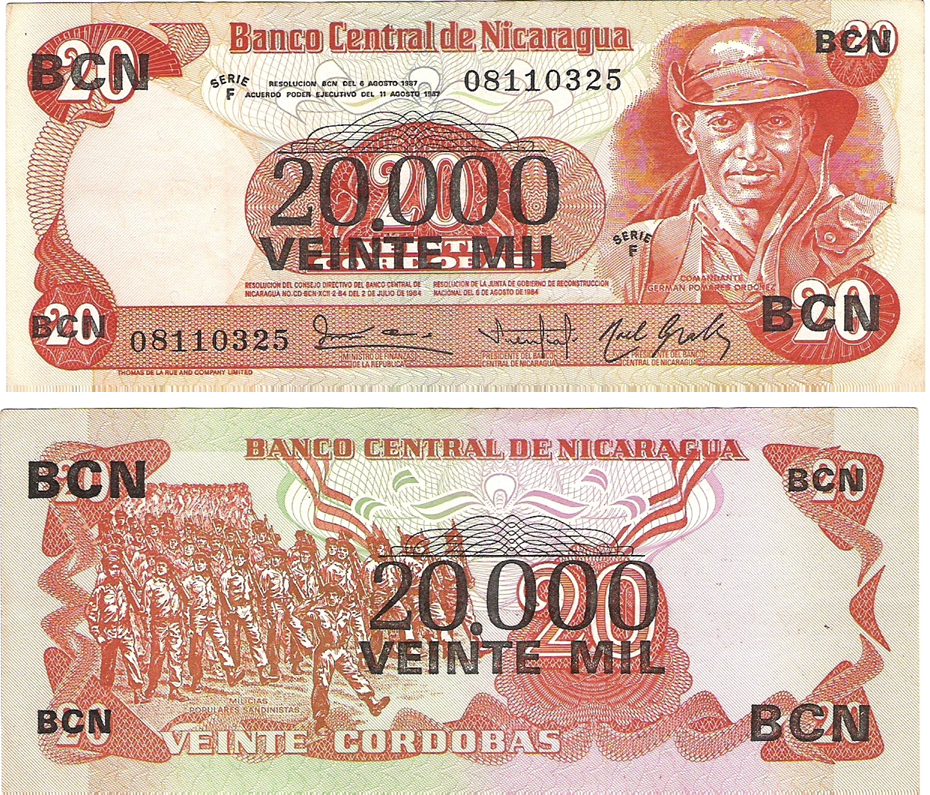
20,000 Codobas

Mit dem Dekret Nr. 799 der Regierungsjunta wurde Pomares im August 1981 zum Nationalheld erklärt. Am 30. April 1985 wurde nach ihm der Comandante Germán Pomares Ordonez-Orden gestiftet, der für besondere Verdienste für das Vaterland verliehen wird. Sein Konterfei wurde weiterhin für die 20.00 Córdoba-Banknote genutzt, die bis 1990 im Gebrauch war.